# Laerzio Cherubini
Laerzio Cherubini (* um 1550 in Norcia; † um 1626 in Rom) war ein italienischer Rechtsgelehrter.

## Leben
Laerzio Cherubini kam arm nach Rom und machte Karriere als Jurist, war sowohl im päpstlichen Dienst als auch in der städtischen Administration von Rom tätig. 1601 war er Konservator von Rom. Er machte sich einen Namen als Herausgeber der Bullarium, sive Collectio diversarum Constitutionum multorum Pontificum (1586), eine Sammlung päpstlicher Konstitutionen zusammen, die sein Sohn fortsetzte.
Laerzio Cherubini gab den „Marientod“ von Caravaggio in Auftrag.

## Werke
- Bullarium sive Collectio Diversarum Constitutionum multorum Pontificum a Gregorio septimo usque ad S. D. N. Sixtum Quintum Pontificem Opt. Max., hg. von Laerzio Cherubini, Rom 1586.